# NGC 811
NGC 811 é uma galáxia espiral (S) localizada na direcção da constelação de Cetus. Possui uma declinação de -09° 06' 21" e uma ascensão recta de 2 horas, 4 minutos e 30,0 segundos.
A galáxia NGC 811 foi descoberta em 1886 por Frank Leavenworth.